# Dorothy Gilman
Dorothy Edith Gilman (New Brunswick, 25 giugno 1923 – Rye Brook, 2 febbraio 2012) è stata una scrittrice statunitense.

## Biografia
Dorothy Gilman nacque a New Brunswick (New Jersey) da James Bruce ed Essa Starkweather Gilman. 
Tra il 1940 e il 1945 frequentò la Pennsylvania Academy of the Fine Arts e in seguito si sposò con Edgar A. Butters, Jr., che era un insegnante, ma i due divorziarono nel 1965. Ebbero due bambini, Christopher e Jonathan. Tra il 1960 e il 1964 frequentò la University of Pennsylvania.
Scrisse in particolare romanzi mystery e di spionaggio, tra cui la fortunata serie della signora Pollifax: The Unexpected Mrs. Pollifax (1966) è stato il primo di una serie di 14 libri. La protagonista, Emily Pollifax, è una signora sessantenne, vedova e nonna, che fa parte del club di giardinaggio e per noia diventa un'agente part-time della CIA. La serie, terminata nel 2002, racconta frenetiche avventure piene di intrighi e pericoli, ambientate in Messico, Turchia, Thailandia, Cina, Marocco e in altri luoghi esotici. Dai libri vennero tratti due film: Mrs. Pollifax-Spy (1971) e La signora Pollifax (The Unespected Mrs. Pollifax, 1999) con Angela Lansbury.
Nel 2010 venne premiata con il Grand Master Award del Mystery Writers of America.
Morì di Alzheimer nel 2012, all'età di 88 anni.

## Opere
- Enchanted Caravan (1949)
- Carnival Gypsy (1950)
- Ragamuffin Alley (1951)
- The Calico Year (1953)
- Four Party Line (1954)
- Papa Dolphin's Table (1955)
- Girl in Buckskin (1956)
- Heartbreak Street (1958)
- Witch's Silver (1959)
- Masquerade (1961)
- Heart's Design (1963)
- Ten Leagues to Boston Town (1963)
- The Bells of Freedom (1963)
- Uncertain Voyage (1967)
- Clairvoyant Countess (1975)
- A Nun in the Closet (1975)
- A New Kind of Country (1978)
- The Tightrope Walker (1979)
- " Chi è Hannah?" (1979)
- The Maze in the Heart of the Castle (1983)
- Incident at Badamya (1989)
- Caravan (1992)
- Thale's Folly (1999)
- Kaleidoscope (2002)

### Serie della Signora Pollifax
- The Unexpected Mrs. Pollifax (1966)
- La sorprendente signora Pollifax The Amazing Mrs. Pollifax (1970)
- Una simpatica ficcanaso (The Elusive Mrs. Pollifax) (1971)
- A Palm for Mrs. Pollifax (1973)
- La signora Pollifax va a un safari (Mrs. Pollifax on Safari) (1977)
- La signora Pollifax in Cina (Mrs. Pollifax on the China Station) (1983)
- Mrs. Pollifax and the Hong Kong Buddha (1985)
- Mrs. Pollifax and the Golden Triangle (1988)
- Mrs. Pollifax and the Whirling Dervish (1990)
- Mrs. Pollifax and the Second Thief (1993)
- Mrs. Pollifax Pursued (1995)
- Mrs. Pollifax and the Lion Killer (1996)
- Mrs. Pollifax, Innocent Tourist (1997)
- Mrs. Pollifax Unveiled (2000)